# Renault Laguna I
La Renault Laguna I è la prima generazione della Renault Laguna, un'autovettura di fascia medio-alta prodotta dalla casa automobilistica francese Renault dal 1994 al 2001.

## Storia e profilo

### Genesi e debutto
All'inizio del 1989 fu avviato il progetto X56, destinato alla realizzazione dell'erede della Renault 21. Questa vettura, che pure stava ottenendo un buon risultato commerciale, era stata progettata adottando alcune soluzioni che avevano finito per accrescerne i costi di progettazione. Ad esempio era quantomeno singolare il fatto che la 21 utilizzasse due tipi di pianale, uno predisposto per il montaggio dei motori in senso trasversale ed uno per i motori disposti longitudinalmente. Inoltre, nella 21 i due pianali erano caratterizzati da due misure di passo differenti. Si era in un periodo in cui la Renault stava rapidamente riprendendosi dal periodo di crisi finanziaria vissuto negli anni ottanta grazie alle strategie di Raymond Levy, ed in cui erano state avviate le trattative per la fusione con la Volvo, con cui la Casa francese era in rapporti di collaborazione già da diversi anni. Inoltre, fu un periodo di cambiamenti epocali: ad esempio, nel 1992, in pieno progetto X56, venne chiuso lo storico stabilimento di Billancourt presso l'Île Seguin. Quanto alle trattative con la Volvo, esse sarebbero poi sfumate in seguito, ma dati gli impegni in essere in quei primissimi anni novanta ed i conseguenti investimenti previsti, il progetto X56 non doveva assolutamente perdersi in soluzioni contorte ed antieconomiche, ma avrebbe dovuto essere pulito e lineare. L'architettura meccanica della nuova auto di segmento D di casa Renault fu così fissata nell'ormai consueto schema a trazione anteriore e motore trasversale, con un unico pianale.
Il progetto X56 si protrasse per 58 mesi e richiese un investimento di 7.7 miliardi di franchi, equivalenti a 2.200 miliardi di lire al cambio di fine 1993.
Il lancio della nuova vettura avvenne nel dicembre del 1993, e nei listini sarebbe apparsa dal mese di gennaio del 1994: la nuova berlina Renault fu introdotta nel mercato con il nome di Laguna. Tale denominazione fu ripresa da una concept car presentata al Salone di Parigi del 1990 e ribadì la volontà della Casa francese di passare dalle vecchie denominazioni numeriche dei vari modelli a nomi di fantasia. Al lancio della Laguna ciò era già avvenuto con la Clio (erede della Renault Supercinque), con la Safrane (che sostituì la Renault 25) e con la Twingo (che andò a rilevare l'ingombrante eredità dell'indimenticata Renault 4).

#### Design esterno ed interno
La concept car Laguna del 1990 fu una vettura che in realtà niente ebbe a che vedere con la Laguna di serie: fu infatti una roadster dalle linee avveniristiche e molto morbide. Furono però proprio queste linee assai fluenti a stabilire un nesso tra la concept e la vettura di serie. Pur essendo lontane tra loro le tipologie di carrozzeria, la Laguna lanciata all'inizio del 1994 si caratterizzò per la sua carrozzeria priva di spigoli, dalle linee assai morbide, in netto contrasto con quanto proposto fino a quel momento dalla 21. Tale aspetto, che d'altro canto si intona alla perfezione con la tendenza stilistica già avviata dalla Renault in altri suoi modelli lanciati in precedenza, è stato visto anche come un modo di fronteggiare l'offensiva commerciale di svariati modelli giapponesi che proprio in quegli anni si stavano affacciando in Europa, dove in alcuni casi erano stati costruiti degli stabilimenti ad hoc per il loro assemblaggio nel Vecchio Continente. Poiché anche l'ammiraglia Safrane, lanciata due anni prima, fu tra quei modelli Renault che si adeguarono al nuovo orientamento stilistico della Casa francese, la Laguna venne vista da non poche testate giornalistiche specializzate come una Safrane in scala ridotta, date appunto le sue forme morbide e la sua carrozzeria a due volumi e mezzo. Durante la progettazione della vettura, secondo la stampa specializzata avrebbe dovuto essere resa disponibile anche una variante a tre volumi, ma alla fine tale ipotesi fu smentita dai fatti.
La Laguna presentava un frontale basso e profilato, caratterizzato da fari a sviluppo orizzontale il cui disegno era tagliato superiormente dal profilo della battuta del cofano motore. Quest'ultimo si protendeva verso il centro della calandra allungandosi a formare una sorta di "naso" su cui campeggia il logo della Losanga. Tale motivo stilistico, già vagamente anticipato con il restyling della Renault 19, troverà in seguito la sua evoluzione nella gamma della Mégane I. Lateralmente, la Laguna evidenziava in pieno le linee fluenti disegnate dall'équipe di designers diretta da Patrick Le Quément. A partecipare a questo insieme di linee tondeggianti contribuiva anche il disegno dei passaruota posteriori, non più tagliati come nella 21, ma più semplicemente ad arco. Posteriormente erano presenti grossi gruppi ottici ovali divisi in quattro parti, mentre spiccava il morbido raccordo tra il lunotto e la coda appena sporgente.

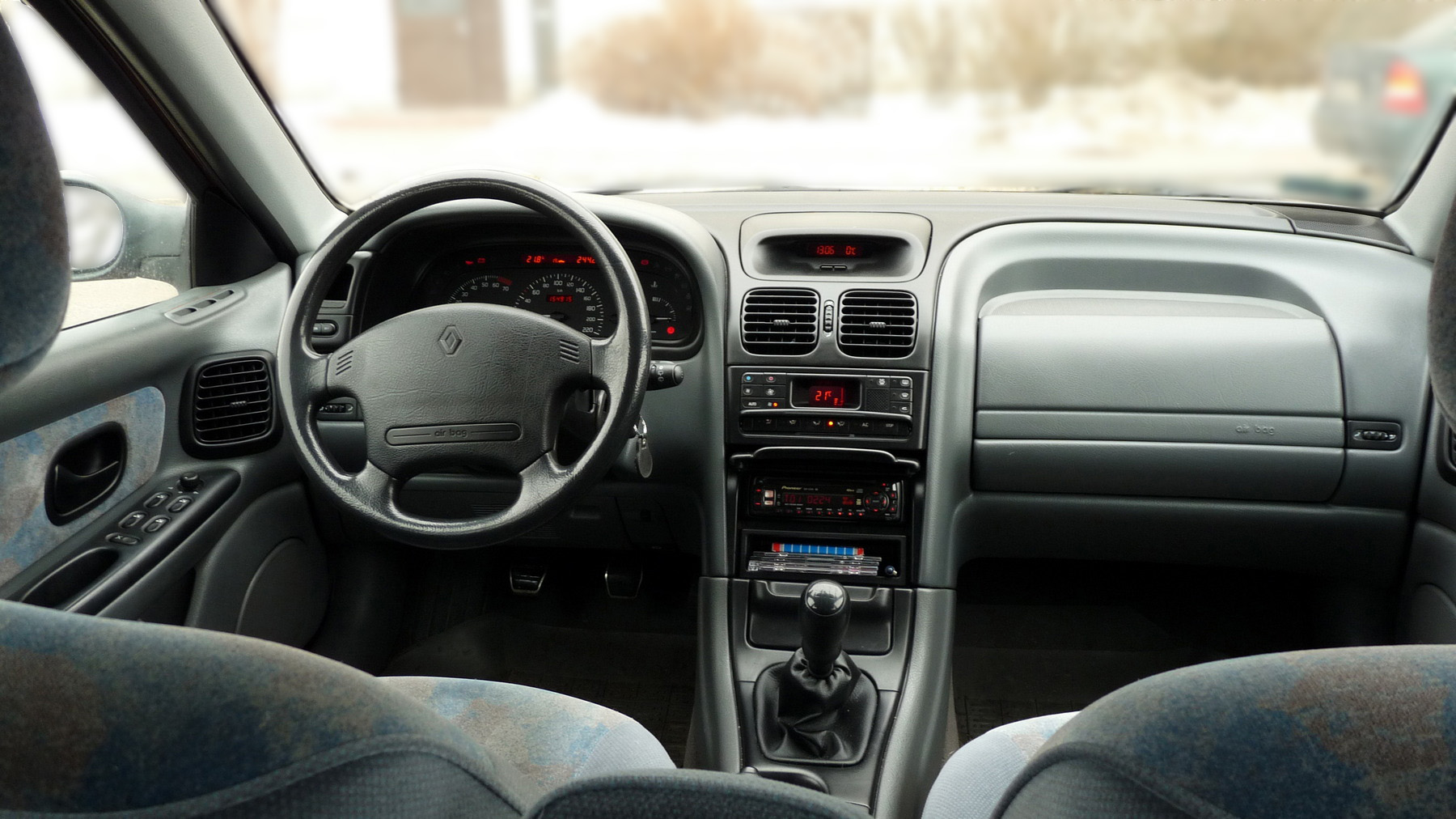
Il posto guida della Laguna prima serie

L'abitacolo della Laguna prima serie usufruì di tutta una serie di migliorie volte ad accrescere l'abitabilità interna rispetto a quella della Renault 21. Ed infatti, ecco che la vettura si dimostrò da subito tra le più spaziose della categoria. Merito anche del passo, cresciuto di 7 cm rispetto alle 21 con motore longitudinale (quelle a passo corto) e, comunque, superiore di un centimetro anche rispetto alle 21 a passo allungato. Anche l'abitabilità posteriore era tale da risultare decente anche con i sedili anteriori completamente arretrati. Il divanetto posteriore era abbattibile anche in modalità frazionata asimmetricamente. Tale aspetto permetteva di accrescere notevolmente la capacità del vano bagagli: già la scelta di proporre un corpo vettura a cinque porte andava ad influenzare sensibilmente la capienza del bagagliaio, che nel caso della Laguna I era di 452 litri. Ma a schienale abbattuto tale valore si triplicava, salendo a ben 1.335 litri.
Il posto guida della Laguna era caratterizzato da un gruppo plancia-cruscotto completamente riprogettato: anche qui prevaleva il tema degli elementi curvilinei. La plancia ed il tunnel centrale erano raccordati fra di loro in modo da creare un tutt'uno dal disegno avvolgente. Il cruscotto era caratterizzato da una strumentazione di particolare completezza ed oltre ai consueti strumenti (tachimetro, contagiri, indicatori livello carburante, temperatura olio, temperatura acqua, spie di accensione fari, ecc) comprendeva tra l'altro anche una spia che avvisava quando cominciava a scarseggiare il liquido lavavetri. Il volante era a quattro razze, ma non era multifunzione.

#### Struttura, meccanica e motori

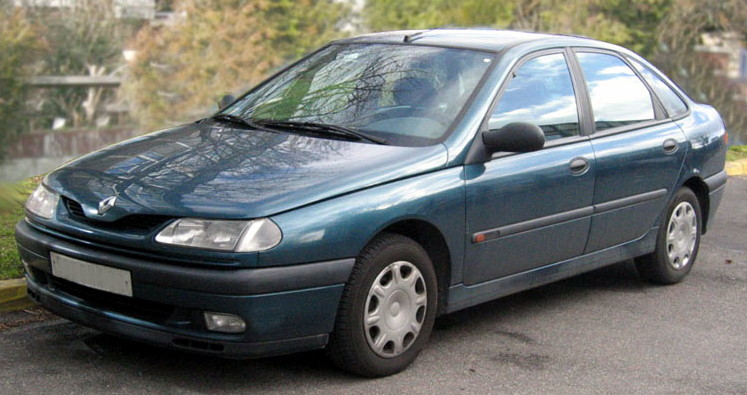
Altra vista di una Laguna I

La prima generazione della Laguna era stata progettata in funzione del comfort e della sicurezza per gli occupanti. Quest'ultimo aspetto è stato curato specialmente per quanto riguarda la scocca, rinforzata con barre laterali antintrusione. Anche il pianale risultava rinforzato da longheroni in acciaio allo scopo di irrigidire la struttura di base della vettura. Ed ancora, i sedili anteriori erano stati fissati su di una barra in acciaio trasversale in modo da impedire loro di avanzare in caso di urto frontale. Un analogo sistema ha visto anche la plancia rimanere fissata ad una barra trasversale posta all'altezza dei montanti del parabrezza: in questo modo era la plancia ad essere bloccata, impedendole di arretrare in seguito ad un urto frontale.
Il pianale della Laguna I era nuovo ed avrebbe trovato una seconda applicazione solo nel 1997 con la nascita della Espace III. Tale pianale riprendeva le soluzioni già viste nella 21, anche se in parte riviste. All'avantreno erano presenti le solite sospensioni a ruote indipendenti con schema MacPherson, mentre al retrotreno vi erano sospensioni a ruote interconnesse con barre di torsione, esattamente come nella Renault 21, ma a differenza di quest'ultima, il retrotreno era stato riprogettato in modo da avere un effetto sterzante durante i trasferimenti di carico. L'impianto frenante variava a seconda della motorizzazione. Le versioni di base erano previste con un impianto frenante misto caratterizzato da dischi anteriori di tipo autoventilante, mentre la versione di punta usciva di serie con quattro freni a disco, dei quali quelli anteriori erano autoventilanti e quelli posteriori erano pieni. L'ABS era di serie solo nella versione di punta, mentre era a richiesta nelle altre versioni.
La Laguna I si presentò al suo esordio con tre motorizzazioni, tutte a benzina, tutte catalizzate e tutte con distribuzione monoalbero in testa:
- 1.8i: motorizzazione di base consistente nel motore F3P da 1794 cm³ con potenza massima di 93 CV;
- 2.0i: motorizzazione intermedia da 1998 cm³ con potenza massima di 115 CV;
- 3.0 V6: motorizzazione di punta consistente in una variante monoalbero del noto V6 della famiglia PRV, con cilindrata di 2963 cm³ e potenza massima di 167 CV.

Le motorizzazioni diesel sarebbero arrivate in un secondo momento. Per quanto riguarda la trasmissione, la Laguna I era prevista in origine con un cambio manuale a 5 marce, ma in alternativa, e limitatamente alle motorizzazioni da 2 e da 3 litri, era possibile optare per un cambio automatico a controllo elettronico a 4 rapporti.

### Evoluzione

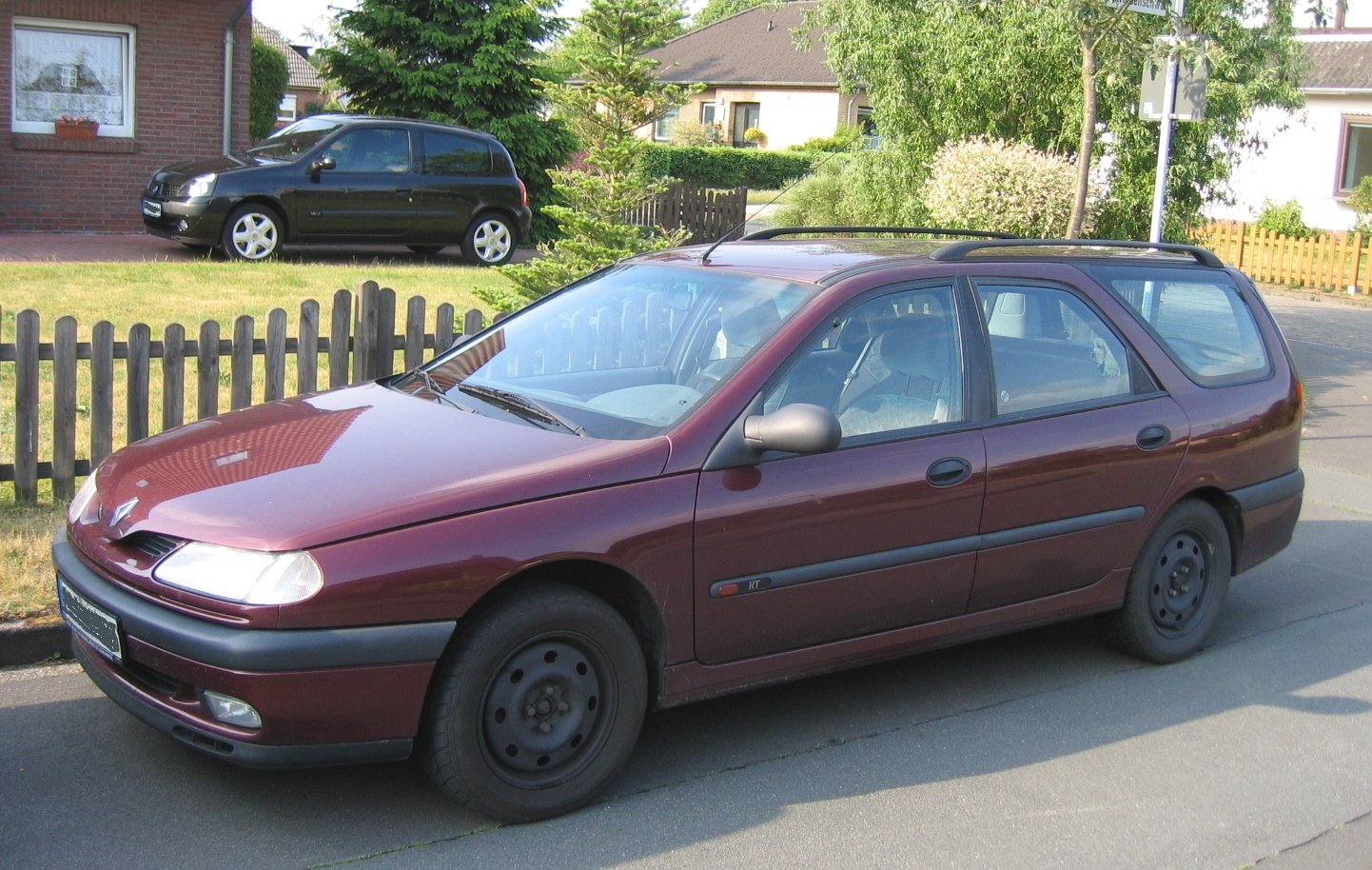
Una Laguna SW

La Laguna cominciò così la sua carriera commerciale. Gli allestimenti previsti inizialmente erano tre, denominati RN, RT ed RXE: mentre il 1.8 a benzina era disponibile con tutti e tre gli allestimenti, il 2 litri non prevedeva l'allestimento RN e il 3 litri era invece previsto solo nell'allestimento di punta.
Il 1995 fu un anno importante per l'evoluzione della gamma della Laguna I: innanzitutto fu l'anno in cui debuttò la versione giardinetta, denominata SW nella maggior parte dei mercati, ma che conservò le denominazioni Nevada in Francia e Savanna in Regno Unito, esattamente come era accaduto a suo tempo per la versione familiare della 21 (che però era denominata Nevada anche in altri mercati, oltre a quello francese). Nel 1995 vi fu anche il debutto di nuovi motori: prima di tutto la gamma si estese con l'arrivo della prima versione a gasolio, equipaggiata con un motore da 2.2 litri aspirato con testata a 3 valvole per cilindro e della potenza massima di 83 CV. Inoltre arrivò anche un nuovo 2 litri bialbero a 16 valvole progettato in collaborazione con la Volvo ed in grado di erogare una potenza massima di 140 CV. Infine, il 1995 vide anche l'arrivo di un nuovo allestimento denominato Baccara, particolarmente ricco. Tale allestimento era riservato alle versioni con motori da 2 litri monoalbero o da 3 litri e nella motorizzazione inferiore prevedevatra l'altro anche l'ABS di serie.
I primi due anni di carriera commerciale videro la Laguna riscuotere un buon successo di vendite: alla fine del 1995 furono oltre 485.000 gli esemplari prodotti, tra berlina e SW. La vettura arrivò a rappresentare il 26% delle vendite in Francia per quanto riguardava il segmento D, e si piazzò al quarto posto nelle vendite europee di tale segmento.
Nel 1996 si ebbe l'arrivo di una seconda motorizzazione a gasolio, basata su quella già presente a listino, ma con in più la sovralimentazione mediante turbocompressore. In questo modo la potenza massima salì a 113 CV. Sempre nello stesso anno, il 1.8 originario lasciò il posto ad un altro 1.8 monoalbero a 2 valvole per cilindro, motore caratterizzato da migliori doti di erogazione (coppia massima leggermente superiore e disponibile a regimi più bassi).
Nel 1997 si ebbe l'arrivo di due nuovi allestimenti denominati RNX ed RTX, mentre la motorizzazione di punta ricevette la testata a 4 valvole per cilindro e vide la propria potenza salire a 190 CV. Il vecchio 3 litri monoalbero venne invece cancellato dal listino.

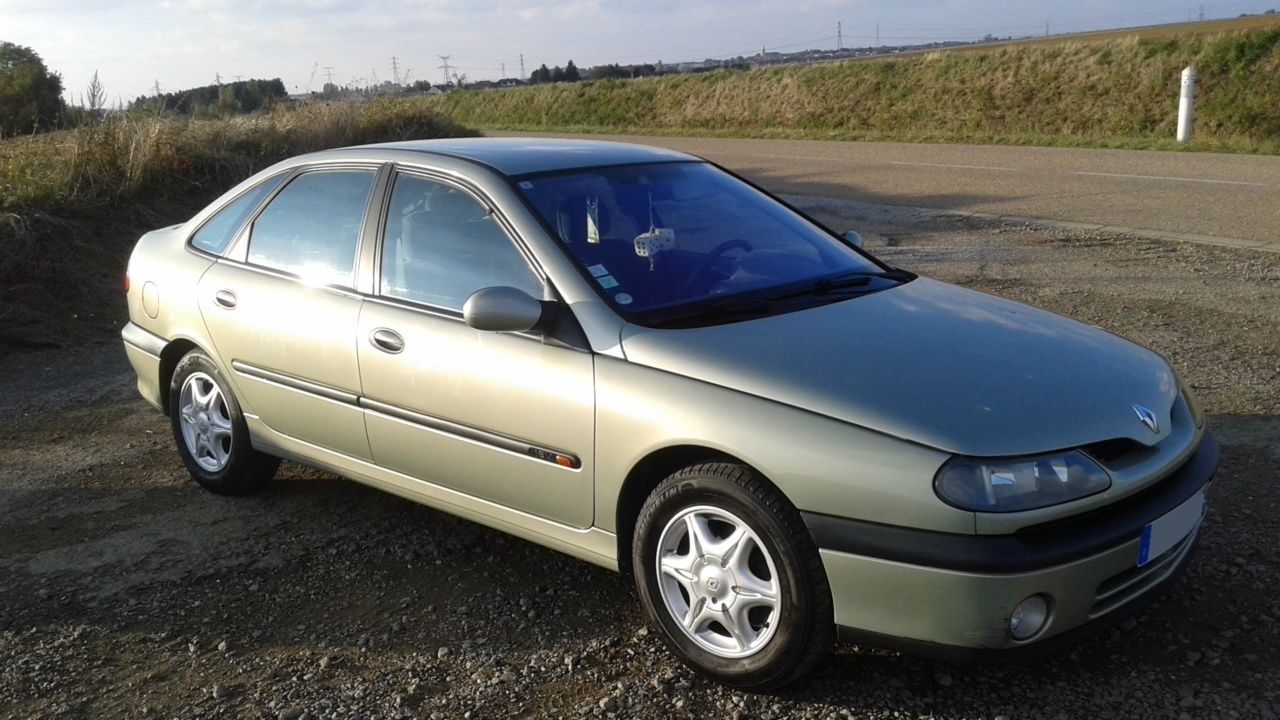
Una Laguna prima serie dopo il restyling del 1998

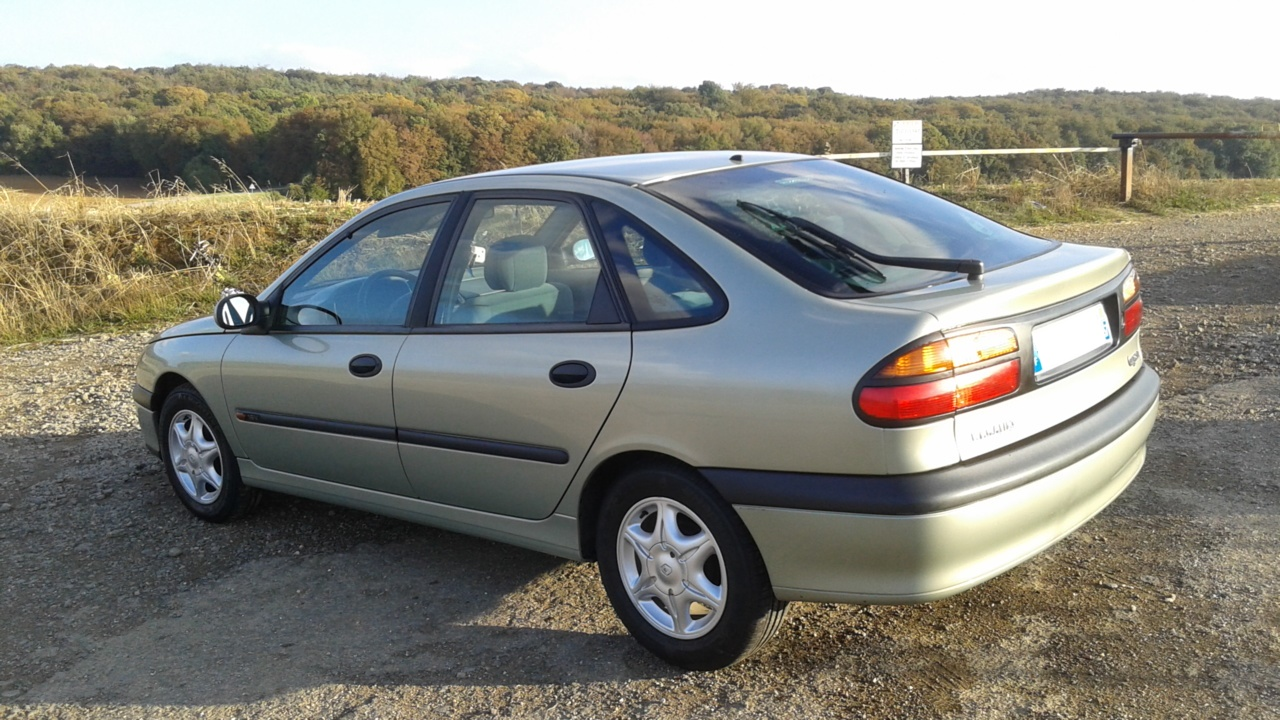

Il 1998 vide invece l'arrivo del restyling di metà carriera. A livello estetico vi furono solo ritocchi di dettaglio: i gruppi ottici anteriori ebbero gli indicatori di direzione integrati sotto un'unica calotta in policarbonato; i fari divennero poi poliellissoidali, con la parte esterna non prismata, e leggermente color fumè, mentre i fendinebbia divennero circolari. Inoltre il paraurti anteriore vide l'arrivo di una nuova griglia e di nuovi fendinebbia circolari come quelli della Clio II lanciata proprio in quell'anno. Ed ancora, la fanaliera posteriore della berlina era ora arancio/rossa invece di fumè/rossa e l'antenna radio non era più sul tetto ma era inglobata sul lunotto posteriore. All'interno dell'abitacolo vi fu l'arrivo di nuovi rivestimenti dai colori più chiari per rendere più luminoso l'ambiente interno e dare l'impressione di una maggior spaziosità. Più sostanziose le novità sul piano motoristico: per quanto riguarda i motori a benzina, il 1.8 di base venne sostituito da un 1.6 16v bialbero da 110 CV, mentre il 2 litri monoalbero fu a sua volta sostituito da un 1.8 16v da 120 CV; per quanto riguarda invece i diesel, il vecchio 2.2 aspirato da 83 CV cedette il passo ad un nuovo 1.9 turbodiesel da 100 CV dotato di alimentazione ad iniezione diretta (ma non ancora del tipo common rail), mentre il 2.2 turbodiesel rimase in listino ma beneficiò di alcuni aggiornamenti volti ad incrementarne le doti di erogazione. Infine, per quanto riguarda gli allestimenti, essi si articolarono in quattro livelli: RTE, RXE, RXT ed Initiale, il più lussuoso.
Verso la fine del 1999 arrivò nella gamma della Laguna un nuovo motore diesel, un 1.9 derivato da quello già presente a listino, sempre ad iniezione diretta, ma con tecnologia common rail e potenza salita a 107 CV. Fu l'ultimo aggiornamento alla gamma della Laguna I: l'anno seguente non vi sarebbero state altre variazioni e nel 2001 la prima generazione della Laguna uscì di listino e venne sostituita dalla seconda.

#### La Laguna SW

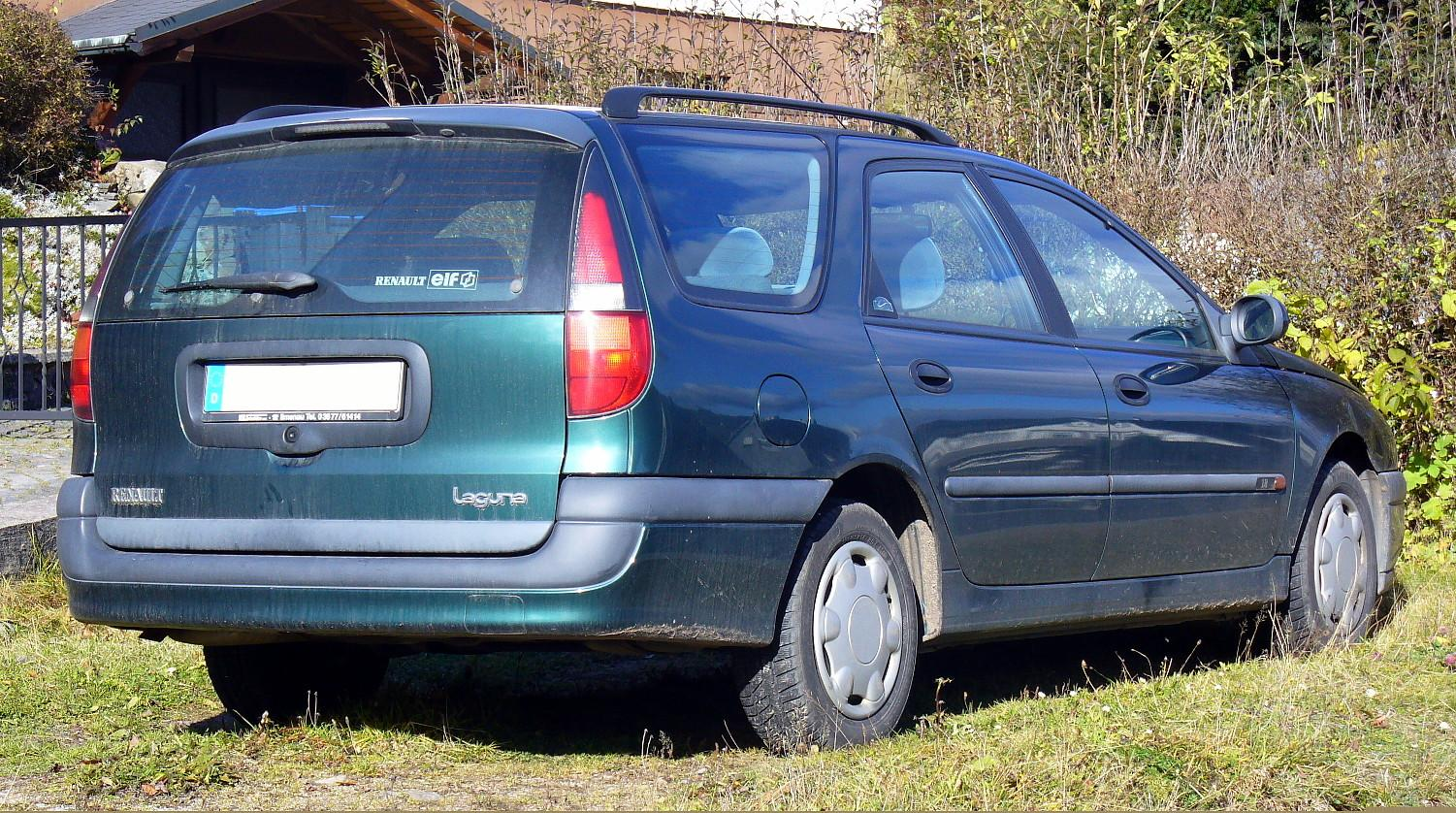
Vista posteriore di una Laguna SW

Introdotta nella seconda metà del 1995, la Laguna SW era caratterizzata ovviamente dal ridisegnamento della parte posteriore, ma con soluzioni stilistiche tese a distinguerla dal nutrito gruppo di concorrenti dell'epoca. Tra queste soluzioni vanno menzionati i larghi montanti tra il secondo ed il terzo finestrino laterale. Quest'ultimo è più esteso nella zona superiore rispetto agli altri finestrini, ed è dotato di resistenze atte allo sbrinamento, come nei lunotti di tutte le auto. La coda è caratterizzata da un andamento verticale ed è provvista di gruppi ottici a sviluppo verticale incastonati nei montanti posteriori. Inoltre, la SW era dotata di lunotto ad apertura indipendente e nella lista optional era compresa anche una fila di due posti supplementari di fortuna, adatti ad ospitare due bambini. Scegliendo di non acquistare questo optional, la vettura poteva contare, a schienale ribassato, su ben 1.782 litri di bagagliaio. Con il divano posteriore in posizione eretta la capacità era invece di 520 litri. Alcune modifiche caratterizzavano la SW anche dal punto di vista tecnico, in particolare per quanto riguardava la scocca, irrobustita nella zona posteriore mediante barre di rinforzo all'altezza dei passaruota. Le sospensioni ricevettero invece delle tarature specifiche. Un altro optional degno di nota per la SW era un sistema in grado di regolare automaticamente l'assetto in funzione del carico del bagagliaio. La SW fu proposta fin dall'inizio in tutte le motorizzazioni previste per la berlina.
Il restyling del 1998 vide nella zona anteriore gli stessi aggiornamenti che interessarono la berlina, mentre in coda il portellone venne ridisegnato con un andamento più verticale.

### Riepilogo caratteristiche
Di seguito vengono riepilogate le caratteristiche relative ai vari modelli costituenti la gamma della prima generazione della Laguna durante la sua intera carriera commerciale. I prezzi riportati sono in migliaia di lire e si riferiscono al livello di allestimento meno costoso ed al momento del debutto nel mercato italiano.
| Modello | Carrozzeria   | Sigla modello | Motore  | Cilindrata cm³ | Alimentazione                         | Potenza CV/rpm | Coppia Nm/rpm | Cambio/ N°rapporti      | Freni (ant./post.)        | Massa a vuoto (kg) | Velocità max | Acceler. 0-100 km/h | Consumo (l/100 km) | Anni di produzione | Prezzo al debutto (in lire x 1000) |
| Versioni a benzina |               |               |         |                |                                       |                |               |                         |                           |                    |              |                     |                    |                    |                                    |
| Laguna 1.6 16v | Berlina       | B568          | K4M     | 1598           | Iniezione elettronica indiretta       | 110/5750       | 148/3750      | Manuale a 5 marce       | D-AV/T                    | 1.230              | 195          | 11"5                | 7.9                | 1998-01            | 35.200                             |
| Laguna 1.6 16v | Station Wagon | K568          | K4M     | 1598           | Iniezione elettronica indiretta       | 110/5750       | 148/3750      | Manuale a 5 marce       | D-AV/T                    | 1.285              | 187          | 11"9                | 8.1                | 1998-01            | 35.200                             |
| Laguna 1.8i | Berlina       | B56S          | F3P     | 1794           | Iniezione elettronica indiretta       | 93/5750        | 142/2750      | Manuale a 5 marce       | D-AV/T                    | 1.275              | 180          | 13"9                | 8.5                | 1994-96            | 27.500                             |
| Laguna 1.8i | Station Wagon | K56Z          | F3P     | 1794           | Iniezione elettronica indiretta       | 93/5750        | 142/2750      | Manuale a 5 marce       | D-AV/T                    | 1.305              | 175          | 13"7                | 8.5                | 1995-96            | 30.400                             |
| Laguna 1.8i | Berlina       | B56A          | F4P     | 1783           | Iniezione elettronica indiretta       | 93/5000        | 153/2500      | Manuale a 5 marce       | D-AV/T                    | 1.275              | 180          | 13"5                | 8.4                | 1996-98            | 31.600                             |
| Laguna 1.8i | Station Wagon | K56S          | F4P     | 1783           | Iniezione elettronica indiretta       | 93/5000        | 153/2500      | Manuale a 5 marce       | D-AV/T                    | 1.305              | 175          | 13"5                | 8.5                | 1996-98            | 32.900                             |
| Laguna 1.8 16v | Berlina       | B563          | F4P     | 1783           | Iniezione elettronica indiretta       | 120/5750       | 170/3750      | Manuale a 5 marce       | D-AV/T                    | 1.265              | 203          | 10"7                | 8.3                | 1998-01            | 36.700                             |
| Laguna 1.8 16v | Station Wagon | K563          | F4P     | 1783           | Iniezione elettronica indiretta       | 120/5750       | 170/3750      | Manuale a 5 marce       | D-AV/T                    | 1.310              | 195          | 11"1                | 8.5                | 1998-01            | 36.700                             |
| Laguna 2.0i | Berlina       | B56C          | F3R     | 1998           | Iniezione elettronica indiretta       | 115/5250       | 168/3500      | Manuale a 5 marce       | D-AV/T1                   | 1.290              | 200          | 10"6                | 8.5                | 1994-98            | 31.650                             |
| Laguna 2.0i | Station Wagon | K56C          | F3R     | 1998           | Iniezione elettronica indiretta       | 115/5250       | 168/3500      | Manuale a 5 marce       | D-AV/T1                   | 1.315              | 190          | 11"4                | 8.6                | 1995-98            | 34.800                             |
| Laguna 2.0 16v | Berlina       | 556A          | N7Q     | 1948           | Iniezione elettronica diretta         | 140/6000       | 183/4500      | Manuale a 5 marce       | D-AV/D                    | 1.330              | 205          | 9"8                 | 8.8                | 1995-01            | 39.200                             |
| Laguna 2.0 16v | Station Wagon | K56D          | N7Q     | 1948           | Iniezione elettronica diretta         | 140/6000       | 183/4500      | Manuale a 5 marce       | D-AV/D                    | 1.355              | 198          | 9"9                 | 8.9                | 1995-01            | 40.450                             |
| Laguna 3.0 V6 | Berlina       | B56E          | Z7X     | 2963           | Iniezione elettronica indiretta       | 167/5500       | 235/4500      | Manuale a 5 marce       | D-AV/D                    | 1.430              | 220          | 8"6                 | 11.5               | 1994-97            | 54.450                             |
| Laguna 3.0 V6 | Station Wagon | K56R          | Z7X     | 2963           | Iniezione elettronica indiretta       | 167/5500       | 235/4500      | Manuale a 5 marce       | D-AV/D                    | 1.450              | 210          | 9"9                 | 12                 | 1995-97            | -                                  |
| Laguna 3.0 V6 24v | Berlina       | B56V          | L7X     | 2946           | Iniezione elettronica indiretta       | 190/ 5500-5750 | 267/4000      | Automatico a 4 rapporti | D-AV/D                    | 1.375              | 235          | 7"7                 | 11.8               | 1997-01            | 57.500                             |
| Laguna 3.0 V6 24v | Station Wagon | K56V          | L7X     | 2946           | Iniezione elettronica indiretta       | 190/ 5500-5750 | 267/4000      | Automatico a 4 rapporti | D-AV/D                    | 1.430              | 225          | 7"9                 | 12.3               | 1997-012           | 47.2003                            |
| Versioni a gasolio |               |               |         |                |                                       |                |               |                         |                           |                    |              |                     |                    |                    |                                    |
| Laguna 1.9 dTi | Berlina       | B56J          | F9Q-716 | 1870           | Turbodiesel iniezione diretta         | 100/4000       | 200/2000      | Manuale a 5 marce       | Dischi autovent./ Tamburi | 1.310              | 185          | 12"5                | 5.9                | 1998-01            | 38.700                             |
| Laguna 1.9 dTi | Station Wagon | K56J          | F9Q-716 | 1870           | Turbodiesel iniezione diretta         | 100/4000       | 200/2000      | Manuale a 5 marce       | Dischi autovent./ Tamburi | 1.360              | 177          | 13"                 | 6                  | 1998-01            | 38.700                             |
| Laguna 1.9 dCi | Berlina       | B56W          | F9Q     | 1870           | Turbodiesel iniez.diretta common rail | 107/4000       | 250/1750      | Manuale a 5 marce       | Dischi autovent./ Tamburi | 1.310              | 190          | 11"8                | 5.9                | 1999-01            | 43.792                             |
| Laguna 1.9 dCi | Station Wagon | K56W          | F9Q     | 1870           | Turbodiesel iniez.diretta common rail | 107/4000       | 250/1750      | Manuale a 5 marce       | Dischi autovent./ Tamburi | 1.360              | 182          | 12"3                | 6.1                | 1999-01            | 43.792                             |
| Laguna 2.2 diesel | Berlina       | B56F          | G8T-792 | 2188           | Diesel aspirato iniezione indiretta   | 83/4500        | 142/2250      | Manuale a 5 marce       | Dischi autovent./ Tamburi | 1.400              | 175          | 15"5                | 6.6                | 1995-98            | 33.750                             |
| Laguna 2.2 diesel | Station Wagon | K56F          | G8T-792 | 2188           | Diesel aspirato iniezione indiretta   | 83/4500        | 142/2250      | Manuale a 5 marce       | Dischi autovent./ Tamburi | 1.410              | 170          | -                   | 6.8                | 1995-98            | 35.000                             |
| Laguna 2.2 dT | Berlina       | B569          | G8T     | 2188           | Turbodiesel iniezione indiretta       | 113/4300       | 234/2000      | Manuale a 5 marce       | Dischi autovent./ Tamburi | 1.400              | 195          | 11"8                | 6.6                | 1996-01            | 46.150                             |
| Laguna 2.2 dT | Station Wagon | K569          | G8T     | 2188           | Turbodiesel iniezione indiretta       | 113/4300       | 234/2000      | Manuale a 5 marce       | Dischi autovent./ Tamburi | 1.410              | 195          | 11"8                | 6.6                | 1996-01            | 44.600                             |
| Note: 1A richiesta, con sovrapprezzo, era possibile ottenere freni posteriori a dischi pieni con ABS 2In Italia solo a partire dal 1998 3Stando al listino di Quattroruote del 1998, il prezzo della SW 3.0 V6 24v fu di 47.2 milioni di lire esattamente come la berlina, che in quell'anno vide il suo prezzo scendere da 57.5 (del 1997) a 47.2 milioni di lire. |               |               |         |                |                                       |                |               |                         |                           |                    |              |                     |                    |                    |                                    |

### Produzione
Di seguito vengono mostrati i dati di produzione della Laguna I nel corso degli anni in cui venne commercializzata:
| -                                                                        | 1994    | 1995    | 1996    | 1997    | 1998    | 1999    | 2000   | 2001 | TOTALE    |
| Laguna                                                                   | 213.406 | 247.462 | 168.559 | 156.681 | 173.844 | 161.865 | 13.590 | 2    | 1.135.409 |
| Laguna SW1                                                               | 16      | 24.680  | 56.466  | 48.855  | 46.832  | 43.436  | 29.984 | -    | 250.269   |
| Note:1Denominata anche Laguna Nevada in Francia e Savanna in Regno Unito |         |         |         |         |         |         |        |      |           |

## Attività sportiva

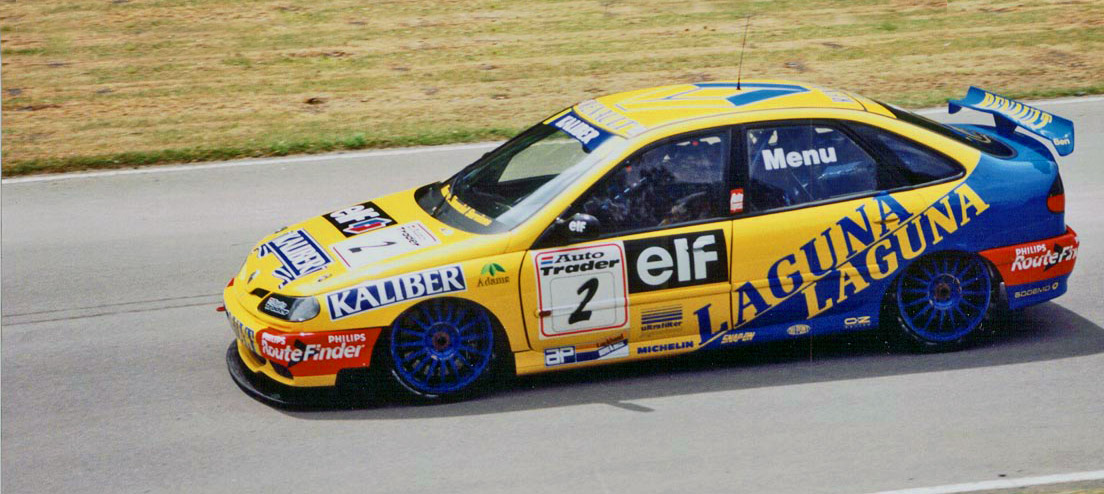
La Laguna di Alain Menu nell'edizione 1996 del British Touring Car Championship

Della Laguna venne derivata una versione da competizione che fu impiegata nel British Touring Car Championship. Realizzata dalla Williams Touring Car Engineering e pilotata da Alain Menu, conquistò il campionato nel 1997 con 12 vittorie e 9 podi; nello stesso anno si aggiudicò anche il Tourist Trophy e nel 1998, con alla guida Tommy Rustad, vinse la Independent Drivers' Cup del BTCC.